# Olivier Boumal
Olivier Junior Boumal (* 17. September 1989 in Douala) ist ein ehemaliger kamerunischer Fußballspieler.

## Sportlicher Werdegang
Boumal kam als Teenager nach Europa und spielte für Klubs wie AS Saint-Étienne und Albacete Balompié im Nachwuchsbereich, ehe er Anfang 2010 einen Vertrag beim griechischen Klub Panetolikos unterzeichnete und in der Folge in der Super League auflief. Im Sommer 2012 wechselte er zum rumänischen Klub Astra Giurgiu, den er ohne Spielminute in der Liga 1 nach nur einer Halbserie wieder in Richtung Griechenland verließ. Hier spielte er für Levadiakos, Iraklis Psachna und Panionios Athen. Anfang 2016 wechselte er von hier innerhalb der Super League zu Panathinaikos Athen. Nach einem kurze Zeit später zugezogenen Schlüsselbeinbruch fiel er jedoch direkt zeitweise aus, spielte sich aber später in die kamerunische Nationalmannschaft und wurde von Nationaltrainer Hugo Broos für den FIFA-Konföderationen-Pokal 2017 nominiert.
Ab Sommer 2017 war Boumal zeitweise Wandervogel im internationalen Fußball. Zunächst ging er in die Chinese Super League zu Liaoning Hongyun und ein halbes Jahr später zum japanischen Klub Yokohama F. Marinos in die J1 League, mit dem er das gegen Shonan Bellmare verlorene Endspiel um den J.League Cup 2018 erreichte. Im Februar 2019 kehrte er nach einem Aufenthalt beim Afrika-Cup 2019 zu Panionios Athen zurück und wurde nach anderthalb Jahren zum FC Saburtalo Tiflis transferiert. Dort spielte er ein Jahr, ehe er zu den Newcastle United Jets nach Australien weiterzog. Später kehrte er nach Afrika zurück, wo er für al-Merreikh Omdurman im Sudan spielte.